# Уґедей
Уґеде́й (монг. Ögedei, Өгөдэй; кит.: 窩闊台; піньїнь: Wōkuòtái; жовтень 1186 — 11 грудня 1241) — монгольський державний і політичний діяч. Великий хан Монгольської імперії (1229–1241). Представник роду Чингізидів. Син великого Чингісхана від унгіратки Борте.
Продовжив експансивну політику батька. Як і його брати брав участь у походах в Північний Китай і Середню Азію. Угедея було визнано наступником Чингісхана проти традиції, за якою найстарший син стає наступником батька. Чингісхан назвав його наступником за його здібності, а Курултай призначив наступником у 1218 році. Угедея вибрано Курултаєм Великим Ханом у 1229 році.
У 1231 році він керував армією, ведучи її вздовж Хуанхе, а його брат Толуй та військовий полководець Субедей обійшли чжурчженів із півдня. Завоювання династії Цзінь зміцнило панування монголів в північному Китаї.
1235 року Угедей скликає курултай на якому вирішують здійснити військовий похід на захід під проводом Батия.
Його смерть 11 грудня 1241 року спричинила цілком несподівану в Європі зупинку переможного походу Батия. Наступником Угедея після п'ятирічного правління його дружини Торогене-хатун став його син Гуюк.
Посмертне ім'я, надане імператорами династії Юань, — Імпера́тор Інве́нь (кит.: 英文皇帝; піньїнь: Yīngwén huángdì). Храмове ім'я — Тайцзун.

## Походження
Угедей був третім сином ЧингісХана і Борте Юін. Він брав участь в бурхливих подіях піднесення його батька. Коли ЧингісХану було 17 років він пережив поразку Халахадських Пісків проти армії Джамухи. Угедей був серйозно поранений і загубився на полі бою. Його зведений брат та компаньйон Борохула визволили його. Також майже одружененому, в 1204 році батько дав йому жінку на ім'я Торенге, яка була жінкою переможеного капітана Меркіта. В додаток до цього її культура була зовсім незвичною для нього.
Після того як Чингісхан був оголошений імператором Кагану в 1206, тисячі людей з Джалірських, Бесудських, Судуських, і Хонгантських кланів були дані йому як його апанаж (від лат. appano — постачаю хлібом). Угедейська територія окупувала річки Еміл і Хобок. Спираючись на бажання його батька, Ілугей, командир Джалаїру, став тренером Угедея.
Угедей як і його брати вели свої кампанії незалежно в часи листопада 1211 року проти Династії Цзінь (1115—1234). Він був посланий спустошити землі південної Хебеї і північної Шанхі в 1213. Угедейські війська вигнали гарнізон Цзіня від земель Ордоса і поїхали на стик областей Кси Ксія, Цзінь і Сун.
Під час монгольського завоювання Східної Персії, Угедей і Чагатай винищували жителів Отрара після п'ятимісячної облоги в 1219-20 і приєдналися до Джучі, який був за стінами Ургенча. Тому що Джучі і Чагатай сварилися над військовою стратегією, Угедей був призначений Дженіс Ханом, спостерігати за облогою Ургенча. Вони захопили місто в 1221 році. Коли спалахнуло повстання в південно-східній Персії і Афганістані, Угедей також втихомирив Газні.
Цікаві факти:
- Угедей мав репутацію п'яниці, зловживав алкоголем — до того ж, не традиційним монгольським напоєм айраком (перебродиле кобиляче молоко), а вином. Його свита, з медичних міркувань, наказавши Угедею споживати менше кубків вина в день, призначила спеціального чиновника, в обов'язок якого входило рахувати випиті ханом чари; однак зниження їх кількості означало лише те, що Угедей роздобув собі кубок побільше.
- Обставини смерті Угедея докладно описані Рашид-ад-Діном: його важка хвороба, подальше часткове одужання, виїзд в грудні 1241 року на зимове полювання всупереч заборонам лікарів і нічна гулянка в суспільстві мусульманина-відкупщика Абдурахмана, яка в кінцевому підсумку і привела до його кончини.
- Угедей з двома старшими братами і батьком є героями одного з роликів серії «Всесвітня історія, Банк Імперіал». У сюжеті по-новому обігрується діалог Чингіз-хана з Боорчу, Борохулом і іншими наближеними, наведений в «Збірнику літописів» Рашид ад-Діна. На питання батька «У чому полягає найбільша насолода для людини?» Саме юний Угедей дає очікувану їм відповідь: «Піклуватися про батьківщину — ось найбільша насолода для людини».

## Панування в Верховному Хані
Імператриця Їсуі наполягала на тому, аби Дженіс Хан призначив спадкоємця до вторгнення Квазермідської імперії в 1219 році. Після страшної бійки між Джучі і Чагатаем, вони погодилися, що Угедей повинен бути обраний як спадкоємець. Чингісхан підтвердив своє рішення.
Дженіс Хан помер в 1227 році, і Джучі помер через рік або два раніше. Молодший брат Угедея Толуй тримав регентство до 1229. Угедей був обраний верховним ханом в 1229 році, відповідно до курултаю, що відбувся в Кодое Арал на річці Херлен після смерті Чингісхана, хоча це ніколи не було сумнівом, що це було відоме бажання Чингісхана, аби його замінив Угедей. Після того, як ритуально йому відмовили три рази, Угедей був проголошений каганом монголів 13 вересня 1229 р. Чагатай продовжував підтримувати вимоги свого молодшого брата.
Дженіс Хан побачив в Угедеї важливого і щедрого персонажа. Його харизма була ключовою частиною його успіху в збереженні імперії на шляху свого батька. Здебільшого завдяки організації, залишеній Дженіс Ханом, і особистій харизмі Угедея, справи монгольської імперії залишалися здебільшого стабільними під час його правління. Угедей був надзвичайно прагматичною людиною, хоча він зробив кілька помилок під час свого правління. В нього не було ілюзій, що він був копією його батька як воєначальника або організатора, тому він використовував можливості тих, кого він вважав найбільш здібними.

## Світові завоювання
Після знищення імперії Хваразміан, Чингісхан мав змогу рухатися проти Західної Ся. У 1226 році, Джелал ад-Дін Манкбурни, останній з монархів Хорезм, повернувся в Персію, аби відродити імперію, втрачену своїм батьком Мухаммадом Ала аль-Дін II. Сили монголів, послані проти нього в 1227 році, були розбиті на Даменхані. Ще одна армія, яка пішла проти Джалал ад-Діна,  здобула перемогу в околицях Ісфахана, але не змогла продовжити  цей успіх.
Зі згодою Угедея для запуску кампанії, Чормаган покинув Бухару на чолі від 30 000 до 50 000 монгольських солдатів. Він займав Персію і Хорасан, дві давні основні підтримки Кваразміану. Перетинаючи річку Амудар'я в 1230 році, він ввійшов в Хорасан, не зустрівши жодного опору. Чормаган пройшов швидко далі, залишивши значний контингент позаду під командуванням Даїра Нояна, який мав подальші плани вторгнутися в західний Афганістан. Чормаган та більшість його армії тоді увійшли в північну частину Персії, відому як Мазандаране восени 1230 року, але все ж уникаючи гірських місцевостей на південь від Каспійського моря. Цей регіон був під контролем Їзмаїлів.
Досягнувши міста Рей, Чормаган зробив там свій зимовий табір і надіслав свої війська для приборкання решти Північної Персії. В 1231 році він привів свою армію на південь і швидко захопив міста Кум і Хамадан. Звідти він послав війська в регіони Фарс і Керман, чиї правителі швидко здалися, воліючи віддати належне монгольським владикам, ніж бути розореними. У той же час, рухаючись далі на схід, Даїр поступово досягав своєї мети в захопленні Кабула, Газні і Завулістану. Вже під контролем Персії монголами, Джелал ад-Дін був ізольований в Закавказзі, де він був засланий. Таким чином, вся Персія була захоплена Монгольською імперією.

## Падіння династії Цзінь
В кінці 1230 року, після несподіваної поразки Цзіня від монгольського генерала Дкулху, каган вирушив на південь, в провінцію Шаньсі з Толуя, очищуючи території сил Цзінь і захопив місто Фенсян. Після проходження влітку на північ, вони знов виступали проти Цзінь в провінції Хенань, що проходить через територію Південного Китаю штурмуючи тил Цзінь. До 1232 році імператор Цзінь був обложений в своїй столиці Кайфен. Угедей незабаром поїхав звідти, залишивши остаточне завоювання генералам. Після кількох міст, монголи, з запізнілою допомогою династії Сун, знищили Цзінь з падінням Чайзу в лютому 1234. Однак, намісник Сонгу вбив посла монголії, і армії відбили у Сонгу колишні імперські столиці Кайфен, Лоян і Чан'ань, які тепер були під владою монголів.
У доповненні до війни з династією Цзінь, Угедей розчавив Східну Ся, засновану Паксіаном Уонном в 1233 році, заспокоївши південну Маньчжурію. Угедей підкорив Ватер Тетерсін  в північній частині регіону і приборкав їх повстання в 1237 році.

## Завоювання Грузії і Вірменії
Монголи під проводом Чормагана повернулися на Кавказ в 1232 році. Стіни Ганджака були занепокоєні катапультами і таранами Рамін 1235. Монголи зрештою домовилися, що громадяни Ербіль будуть надсилати щорічну данину в суд кагана. Чормаган чекав до 1238 року, коли сила Монгк Хана була активна на Північному Кавказі. Після підкорення Вірменії, Чормаган взяв Тифліс. У 1238 монголи захопили Лорхе, чий правитель, Шаханшах, втік зі своєю сім'єю до того, як монголи прийшли, залишивши багате місто напризволяще. Після енергійного захисту в Хохенберзі, правитель міста, Хасан Джалал, був виданий монголам. Інша колона потім виступила проти Гого, правителя міста Авак. Монгольський командир Тохта відмовився від прямого нападу, побудувавши навколо міста стіну, і Авак незабаром здався. До 1240 року, Чормаган завершив завоювання Закавказзя, змусивши грузинських дворян здатися.

## Вторгнення в Корею
В 1224 р. монгольський посол в Кореї був вбитий за нез'ясованих обставин, а сама Корея припинила платити данину. Угедей направив Сірітая, аби підкорити Корею і помститися за мертвого посланця в 1231. Таким чином, монгольські війська почали вторгнення в Корею для того, аби підпорядкувати собі царство. Король Горейо тимчасово був виданий і погодився зустріти монгольських наглядачів. Як вони домовилися на літо, Чхве  переносить столицю з Каесонгу на острів Канхвадо. Сірітай був поранений отруєною стрілою і помер, коли боровся проти них.
Угедей оголосив про плани завоювання Кореї, Південної Сун і Кипчаків, всі з яких вбили монгольських послів на курултаї в Монголії в 1234. Угедей призначив Данку командиром монгольської армії і зробив Бог Вонга, генерала з Кореї який був дезертиром, губернатором 40 міст з їх суб'єктами. Коли Корі порушив мир в 1238 рік, Угедей наказав, аби король Корі приїхав до нього особисто. Зрештою король Корі послав свого родича Йеонг Нонг-гун Сугна з десятьма благородними хлопцями в Монголію як заручників, аби тимчасово припинити війну в 1241 році.

## Європа
Монгольська імперія розширилася на захід, під командуванням Батия захопила угро-фінські землі Рязані і Суздаля, які не чинили опору і стали складовою частиною імперії. Під час облоги Коломни, зведений брат кагана Хлуген був убитий стрілою.
Після завоювання Волзької Болгарії, Аланії, і Новгорода, син Угедея Гуюк і онук Чагатая в Бурі висміювали Батия, а монгольський табір зазнав розбіжностей. Каган піддав різкій критиці Гуюка: «Ви порушили дух кожної людини в вашій армії». Потім він послав Гуюка продовжити завоювання Європи. Гуюк і інший син Угедея, Кадан, напали на Трансільванію і Польщу.
В землях Русі боротьбу проти Золотої Орди на початку 1240-х очолив король Русі Данило Галицький. Проте невдовзі він змушений був визнати владу монголо-татарських ханів, але взагалі галицько-волинські князі перебували у меншій залежності від Золотої Орди, ніж угро-фінські землі Рязані та Суздаля, бо платили лише данину.

## Конфлікт з Сонг Хіном
В ряді нападів в 1235 до 1245, Монголи наказали синам Угедея проникнути в династію Сун і досягли Ченду, Сяньян і річку Янцзи. Але вони не змогли досягти успіху у виконанні наказу належним чином. Через клімат та війська, Сун, також син Угедея Кучу помер. У 1240 році, інший син Угедея Кхуден направив допоміжну експедицію в Тибет. Ситуація у відносинах між двома країнами погіршали, коли співробітники Сонга вбили посланців Угедея на чолі з Селемусом.
Розширення монголів протягом азійського континенту під керівництвом Угедея допомогло принести політичну стабільність і відновити Шовковий шлях, основний торговий шлях між Сходом і Заходом.

## Індія
Угедей призначив командиром Даїра Газні і Менггету командира в Кондуз. Взимку 1241 року монгольська сила вторглася в долину Інду і обложила Лахор, Пакистан. Проте, Даїр помер штурмуючи місто, 30 грудня 1241, і монголи вирізали місто перед прощанням з Делійським султанатом.
Через деякий час після того, в 1235 інші монгольські сили вторглися в Кашмір, розмістивши на Баскак  свої війська на багато років. Незабаром Кашмір став монгольською власністю. Приблизно в той же час, кашмірський майстер буддизму, Оточі, і його брат Намо прибули в палац Угедея.

## Адміністрація
Угедей почав бюрократизацію управління монголів. Три культури становили його адміністрацію:
- християнські східні тюрки, представлені Чингаєм, уйгурським писарем, і Керайтесом.
- Ісламський цикл, представлений двома Хоразмійцями, Махамуд Ялавахом і Масуд-беком.
- Північне китайське конфуціанське коло, представлене Йелью Чуком.

Махамуд Ялавах просунув систему, в якій уряд буде делегувати збір податків митникам, які збирають срібло. Йелью Чука закликав Угедея заснувати традиційну китайську систему управління, з оподаткуванням в руках урядових агентів і оплати в уряд видавати в валюті. Мусульманські торговці, що працювали з капіталом, що поставляється монгольськими аристократами, видавалися на більш високому відсотку срібла, необхідному для податкових платежів. У той же час монголи почали циркулювати паперові гроші  з урахуванням кількості срібла.
Угедей скасував галузеві відділи державних справ і розділив області: монголи правили Китаєм на десять маршрутів відповідно до пропозиції Йелью Чука. Він також розділив імперію в адміністрації Бешбалік і Янхін, в той час як штаб-квартира в Каракорумі безпосередньо займалася Маньчжурією, Монголією і Сибіром. В кінці його правління була створена адміністрація Амудар'я. Туркестан вводив Махамуд Ялавах, а Йелью Чука керував Північним Китаєм від 1229 до 1240. Угедей призначив головного суддю Шіджі Кутуга в Китаї. В Ірані Угедеєм призначено першого Хін-Темура, Кара-кітай, а потім Коргуса, який виявився чесним адміністратором. Пізніше, деякі з обов'язків Йелью Чука були передані Махамуду Ялаваху і податки були передані Абд-ур-Рахману, який пообіцяв подвоїти щорічні платежі срібла. Купці Ортоку або партнери позичали гроші в Угедея за завищеними ставками, що були в інтересі для селян, але Угедей заборонив значно вищі ставки. Попри те що це було прибутковим, багато людей покинули свої будинки, щоб уникнути податківців і хуліганських банд.